# Kasannoin Tadasuke
Kasannoin Tadasuke (花山院 忠輔, [かざんいん ただすけ] Erro: {{japonês}}: texto da transliteração contém caractere não latino (pos 1) (ajuda), também pronunciado Kazanin Tadasuke, 1483-1542), foi um nobre do inicio do período Sengoku da história do Japão. Pertencia ao ramo Kasannoin do Clã Fujiwara e se tornou  líder do ramo entre 1525 e 1542.

## Biografia
Filho do Daijō Daijin Masanaga, Tadasuke entrou para a corte imperial durante o reinado do Imperador Go-Tsuchimikado em 1492 com o título de jugoi (funcionário da corte de quinto escalão júnior) e o cargo de sakonoe gonchūjō (sub-comandante da ala esquerda da guarda do palácio).
Em 1498 Tadasuke foi promovido a jushii (funcionário  de quarto escalão júnior) e em 1502, já no reinado do Imperador Go-Kashiwabara foi promovido ao posto de jusanmi (terceiro escalão júnior), ocupando de 1506 a 1509 o cargo de chūnagon. Em 1508 foi promovido ao posto de shōsanmi (terceiro escalão sênior) e em 1517 ao posto de junii (segundo escalão júnior).
De 1518 a 1528 Tadasuke foi nomeado dainagon e concomitantemente, a partir de 1524 passou a ter o cargo de Ukonoe no Taishō (Comandante-geral da ala direita da guarda do palácio). Foi com esses cargos que presenciou a ascensão do Imperador Go-Nara em 1526.
Em 1525 Tadasuke assume a liderança da família Kasannoin e em 1528 renuncia aos demais cargos para continuar unicamente com a liderança da família. Tadasuke veio a falecer em 3 de dezembro de 1580. Como não tinha herdeiros adota Iesuke que era o segundo filho do Kampaku Hisatsune.